# Leptogorgia stheno
Leptogorgia stheno is een zachte koraalsoort uit de familie Gorgoniidae. De koraalsoort komt uit het geslacht Leptogorgia. Leptogorgia stheno werd in 1952 voor het eerst wetenschappelijk beschreven door Bayer. 